# Tonoshō
Tonoshō (jap. 土庄町 Tonoshō-chō) – miasto w Japonii, w prefekturze Kagawa, w powiecie Shōzu. Znajduje się na zachodnim wybrzeżu Shōdoshimy, drugiej co do wielkości wyspy na Morzu Wewnętrznym. Według danych na rok 2020 miejscowość zamieszkiwało 12 846 mieszkańców, a gęstość zaludnienia wyniosła 172,7 os./km². Miasto jest znane z bycia miejscem akcji mangi i anime Teasing Master Takagi-san i jest rodzinnym miastem twórcy.